# Święty Otteran

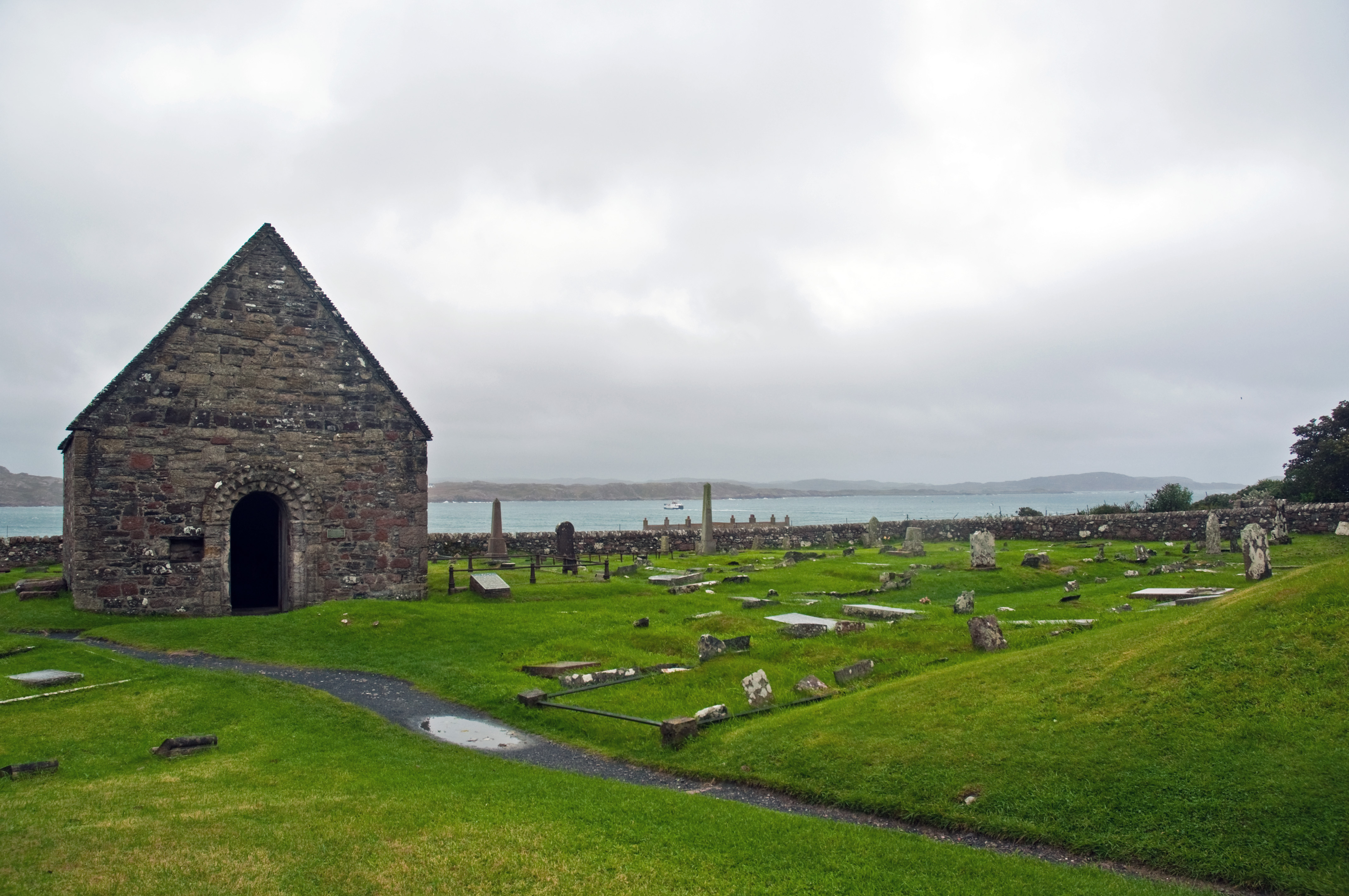
Kaplica i cmentarz św. Otterana (Opactwo Iona, Szkocja)

Święty Otteran z Iony, łac.: Otteranus, także: Odran, Odhron, Odhran (ang.: Saint Oran, gael.: Naomh Odhrain, irl.: Ódhrán Naofa), ur. w Meath (Irlandia) data urodzenia nieznana, zm. w 548 r. na wyspie Iona (Szkocja) – zakonnik irlandzki, jeden z towarzyszy (lub pierwszych uczniów) św. Kolumbana, święty czczony w katolicyzmie, prawosławiu, anglikanizmie i innych wyznaniach chrześcijańskich.

## Życie i działalność
Według irlandzkiej tradycji Otteran żył 40 lat w rejonie obecnego Silvermines, w hrabstwie Tipperary (Irlandia), i zbudował tam kościół w 520 r. Miał być także opatem w Meath i założyć tam klasztor Lattreagh. Otteran w różnych źródłach jest określany jako towarzysz, brat lub syn św. Kolumbana i miał umrzeć wkrótce po swoim przybyciu na wyspę Iona w obecnej Szkocji.
Legenda głosi, że dzisiejsza kaplica św. Otterana, którą  św. Kolumban chciał zbudować na wyspie Iona, była co noc niszczona przez nieznane siły. Otteran zgodził się być pochowany żywcem w tym miejscu, aby kaplica mogła zostać ukończona. Według różnych wersji legendy, Otteran żył w grobie, a odkopany miał opowiadać, że piekło, ani niebo nie istnieją, lub miał zmienić zamiar i próbował wydostać się z grobu. Aby mu przeszkodzić (lub ocalić jego duszę) św. Kolumban miał go zasypać ziemią i gruzem lub przenieść go i pochować ponownie w poświęcanej ziemi. Ta legenda, o pochodzeniu niewątpliwie pogańskim, nawiązuje do ofiar z ludzi, jakie w czasach przedchrześcijańskich składano w dzisiejszej Szkocji przed wzniesieniem ważnych budowli.
Św. Otteran jest niekiedy mylony ze św. Odranem, towarzyszem św. Patryka, który żył ok. roku 430 i jest upamiętniony w dniu 19 lutego.

## Dzień obchodów
Martyrologium Rzymskie poświęca Otteranowi wspomnienie liturgiczne w dniu 27 października.

## Patronat
Miejscem, szczególnie związanym ze św. Otteranem jest Opactwo Iona, gdzie znajduje się kościół i cmentarz jego imienia. Św. Otteran został wybrany przez wikingów na patrona miasta Waterford w 1096 r., a później stał się patronem tamtejszej diecezji. Jest też patronem parafii Silvermines, (Tipperary) w Irlandii.